# ادوین ماتیاسون
ادوین ماتیاسون (سوئدی: Edvin Mattiasson; ۱۶ آوریل ۱۸۹۰ – ۱۵ مارس ۱۹۷۵) کشتی‌گیر اهل سوئد بود.
وی در مسابقات کشوری و بین‌المللی در مجموع برندهٔ ۱ مدال برنز شده‌است.